# コーネリアス・ヴァン・スティーンウィック
コーネリアス・ジャコブス・ヴァン・スティーンウィック（オランダ語: Cornelius Jacobsz Van Steenwyck、1626年3月16日 - 1684年11月21日）は、植民地時代のアメリカの政治家。1668年から1672年までと1682年から1684年)にニューヨーク市長を務めた。
Cornelis Steenwijck、Cornelius Steenwyk、Van Steenwykという綴りもある。
ブロンクス区のスティーンウィック通り（Steenwick Avenue）は彼にちなんで命名された。
1676年時点ではニューホランドでオランダ西インド会社の損害賠償請求書の管理者として働き、アカディアをオランダの支配下に置こうと企てたが、ボストンから来た3隻のイギリス軍艦により、ペンタグエ港で妨害された。アカディアにおけるオランダの植民地請求は1678年にナイメーヘンの和約によって退けられた。
スティーンウィックはニューヨークで最も裕福な人間の一人であった。1686年7月20日の財産目録は14ページ、金額で₤4,382 (ニューヨーク・ポンド)に及んだ。その時の借金のリストは16ページに及び、₤1,588であった。